# Eli Erich Lasch
Eli Erich Lasch (hebräisch אלי ארליך לש; geb. 16. April 1929 in Hamburg; gest. 1. April 2009 in Berlin) war ein israelischer Kinderarzt deutscher Herkunft, der maßgeblich die medizinische, insbesondere die pädiatrische Betreuung im Gazastreifen aufbaute.

## Leben

### Ausbildung und erste Berufstätigkeit
Eli Erich Lasch wuchs in Hamburg in einer assimilierten jüdischen Familie auf. 1936 emigrierte er mit seinen Eltern nach Palästina. Er besuchte die Schule in Haifa, kämpfte im Unabhängigkeitskrieg 1948/49, wurde zweimal verwundet und als Kriegsinvalide entlassen.
Er begann ein Medizinstudium an der Universität Lausanne, welches er nach drei Jahren in Jerusalem fortsetzte, als mit der Hebrew University-Hadassah School of Medicine die erste medizinische Fakultät in Israel eröffnet wurde. 1952 wurde er zum Dr. med. promoviert, absolvierte anschließend eine Fachausbildung zum Kinderarzt und arbeitete von 1957 bis 1962 in verschiedenen Kliniken.
Im Rahmen der israelischen Entwicklungshilfe, die Israel afrikanischen Staaten zukommen ließ, um die Blockade der arabischen Welt zu umgehen, versprach der israelische Präsident Jizchak Ben Zwi dem Präsidenten Maurice Yaméogo des 1960 unabhängig gewordenen Obervolta, heute Burkina Faso, einen Französisch sprechenden Kinderarzt und eine Krankenschwester, um im Zentralkrankenhaus der Hauptstadt Ouagadougou die Kinderabteilung aufzubauen. Durch das Studium in Lausanne und seine Heirat mit einer Krankenschwester war Eli Erich Lasch für diesen Posten qualifiziert und reiste mit seiner Frau Rachela und 2 Kindern, 5 Jahre und 10 Monaten alt, nach Ouagadougou, wo er von 1963 bis 1966 als Leiter der Kinderheilkunde, Berater des Gesundheitsministeriums und Leibarzt des traditionellen Königs tätig war.
Nach seiner Rückkehr nach Israel erhielt er 1966 die Facharztanerkennung und wurde leitender Oberarzt an der Kinderabteilung des Ashkelon Hospital (heute Barzilai Medical Center), 10 km nördlich der Grenze zum Gazastreifen. Dort wurden auch Kinder aus dem Gazastreifen behandelt und arabische Fachärzte ausgebildet. Er nahm Lehrverpflichtungen an der Schwesternschule in Ashkelon, an der Medizinische Fakultät in Jerusalem und an Pädagogischen Hochschulen wahr.
1970 erhielt er von der Alexander-von-Humboldt-Stiftung für ein Jahr ein Forschungsstipendium am Universitätsklinikum Hamburg-Eppendorf in Hamburg, wo er seine Forschungen zur Zöliakie fortsetzte.

### Aufbau der Gesundheitsversorgung im Gaza-Streifen
Von 1973 bis 1985 übernahm er als Chefarzt ein Kinderkrankenhaus im besetzten Gaza-Streifen und wurde Generaldirektor des Gesundheitswesens Gaza und Sinai. Er bildete palästinensische Ärzte aus und versuchte, eine Brücke der Versöhnung zwischen Israelis und Palästinensern zu schlagen, mit vielerlei Widerständen aus Israel und der arabischen Welt. Einer seiner Kollegen und später erbitterter Gegner war der Kinderarzt Abd al-Aziz ar-Rantisi, der sich später der Hamas anschloss und als deren Generalkommandant am 24. März 2004 von Israel getötet wurde. Lasch forschte zu Gastroenteritis und deren Erregern, zu oraler Rehydratation, Poliomyelitis und genetischen Erkrankungen.
1980 ging er für ein Jahr als Gastprofessor für Public Health an die Yale University in New Haven, Connecticut, USA.
1985 trat er von seinen Posten im Gaza-Streifen zurück. Die wachsenden Spannungen zwischen den israelischen Militärbehörden und der einheimischen Bevölkerung hatten seine Arbeit immer mehr erschwert und er konnte die israelische Politik nicht mehr vertreten.

### Abkehr von der Schulmedizin
1984 hatte Eli Lasch ein mystisches Erlebnis, das er selbst als „Licht- oder Gotteserlebnis“ bezeichnete. Er kehrte der Schulmedizin den Rücken und beschäftigte sich mit alternativen Heilmethoden, einschließlich der Geistheilung. In Safed, einem der wichtigsten Orte jüdischer Gelehrsamkeit und dem geistigen Zentrum der Kabbala erlebte er eine Vision von Isaak Luria.
1986-1987 nahm er eine Gastdozententätigkeit am Cluny Hill College der Findhorn Foundation wahr, einer spirituell orientierten Lebensgemeinschaft in Nordschottland, wo er ein Buch über eine kabbalistische Sicht der Bibel schrieb. Er hatte weitere paranormale Erlebnisse und erlebte seine ersten Erfolge als Heiler. Am 9. November 1989 übersiedelte er nach Berlin, wo er das Kahuna Heilzentrum für geistiges Heilen gründete und bis 1999 als Geistheiler praktizierte. Seinen Umzug nach Deutschland an diesem Schicksalstag kommentierte er mit: „Wenn ich nicht zurückgekehrt wäre, hätte ich Hitler den Sieg zugesprochen. Dazu bin ich nicht bereit.“ Bekannt wurde er am 28. Oktober 1993, als er in der TV-Sendung von SAT1, Schreinemakers Live erstmalig in Deutschland ein Fernheilungsexperiment wagte, das über 10 Mio. Zuschauer verfolgten und am 4. November 1993 trotz Abmahnung der Berliner Ärztekammer wiederholt wurde. Dieses Ereignis verschaffte ihm zeitweilig eine große Popularität.
Seine Umstrittenheit als spiritueller Heiler lässt vergessen, dass Eli Erich Lasch ein bedeutender Pädiater und Epidemiologe war, der entscheidend an der Reduktion der Säuglings- und Kindersterblichkeit im Gazastreifen beteiligt war und sich unabhängig von Ethnie, Religion und Politik als Anwalt der Menschlichkeit verdient gemacht hat. Über 80 zum Teil hochrangig publizierte Arbeiten dokumentieren seine Tätigkeit. 1984 wurde er für seine Tätigkeit in Gaza für den Lasker Award nominiert.

## Auszeichnungen
- Chevalier de L`Ordre National de Haute Volta 1966
- Fellow of the Royal Society for Tropical Medicine 1967

## Veröffentlichungen
- Das Licht kam über mich. Hans Nietsch Verlag, Freiburg 1998
- Das Wunder von Gaza. Neue Welt Verlag, Langenpreising 2007